# Dorothy Dandridge
Dorothy Dandridge (teljes nevén: Dorothy Jean Dandridge) (Cleveland, Ohio, 1922. november 9. – Hollywood, Kalifornia, 1965. szeptember 8.) amerikai színésznő, énekesnő, az első afroamerikai személy, akit a Carmen Jones női főszerepért Oscarra jelöltek.
A Carmen Jones című 1954-es operafilmben címszereplőként nyújtott alakításáért, ezen kívül legjobb női főszereplőnek jelölték BAFTA díjra is; 1959-ben pedig jelöltje volt a Golden Globe-nak a Porgy és Bess női főszerepéért. 1999-ben Halle Berry alakította őt a Fekete csillag című amerikai tévéfilmben. Vivian Dandridge testvérhuga.

## Életpályája
Szülei nem sokkal születése után elváltak. Színésznő anyja Vivian nővérével együtt duettként léptette fel őket, és öt éven át turnéztak az USA déli államaiban. A gazdasági válság idején Hollywoodba költöztek. A lányok itt „Dandridge nővérekként” léptek fel nagy sikerrel. Zenés filmekben is megjelentek.
Dorothy Dandridge epizódszerepeket kapott filmekben. Filmben első nagy sikerét Carmen Jones szerepével aratta (1954). Legjobb női főszerep Oscarra jelölték. A filmben Don Josét Harry Belafonte alakította. Következő filmsikere a „Sziget a napon” volt (1957). Az 1959-es „Porgy és Bess” ismét jelölést hozott (Golden Globe).
Mivel ügynöke meglopta, és a lányát kezeltetnie kellett, eladta hollywoodi házát. A pénzhiány és a ritka szerződések következtében idegei kikészültek. Az új ügynöke segítségével aztán vissza tudott térni az énekes pódiumra.
Egy New York-i fellépésre készült, de elutazására virradóra antidepresszáns gyógyszerek túladagolása miatt meghalt.
Mindössze 42 évet élt.
1983-ban csillagot kapott a Hollywood Walk of Fame-en.

## Magánélete
1942-ben férjhez ment egy táncoshoz, Harold Nicholashoz (1921-2000). 1943-ban egy szellemi sérült lányuk született. 1951-ben elváltak. 1959-1962 között Jack Denisonnal élt házasságban.

## Filmszerepek
- 1935: Teacher’s Beau
- 1936: The Big Broadcast of 1936
- 1937: Easy to Take
- 1937: It Can't Last Forever
- 1937: Botrány az ügetőn (A Day at the Races)
- 1938: Going Places
- 1938: Snow Gets in Your Eyes
- 1940: Irene
- 1940: Four Shall Die
- 1941: Bahama Passage
- 1941: Sundown
- 1941: Téli szerenád (Sun Valley Serenade)
- 1941: A louisianai hölgy (Lady from Louisiana)
- 1942: Lucky Jordan
- 1942: Night in New Orleans
- 1942: The Night Before the Divorce
- 1942: Ride ’Em Cowboy
- 1942: Kongó dobjai (Drums of the Congo)
- 1942: Orchestra Wives
- 1943: Hit Parade of 1943
- 1943: Happy Go Lucky
- 1944: Mióta távol vagy (Since You Went Away)
- 1944: Atlantic City
- 1945: Pillow to Pos
- 1947: Ebony Parade
- 1951: Tarzan veszélyben (Tarzan’s Peril)
- 1951: The Harlem Globetrotters
- 1953: Világos út (Bright Road)
- 1953: Remains to Be Seen
- 1954: Carmen Jones
- 1957: Sziget a napon (Island in the Sun)
- 1958: Tamango
- 1958: The Decks Ran Red
- 1959: Porgy és Bess (Porgy and Bess)
- 1960: Malaga Gianna
- 1961: The Murder Men
- 1962: Cain’s Hundred
- 1962: Marco Polo

## Lemezek

### Kislemezek
- You Ain’t Nowhere (1940)
- That’s Your Red Wagon (1940)
- Watcha Say (1944)
- Blow Out the Candle (1951)
- Talk Sweet Talk To Me (1951)
- Taking a Chance On Love (1953)
- It’s a Beautiful Evening (1961)

### Album
- Smooth Operatar (1958–1961)